# Jurij Haluškin
Jurij Alimovyč Haluškin (ukrajinsky Ю́рій Алі́мович Галу́шкін; * 26. června 1971 Chorol, Poltavská oblast) je ukrajinský voják v hodnosti brigádního generála a od 1. ledna 2022 velitel Sil územní obrany Ozbrojených sil Ukrajiny. Dne 15. května 2022 byl z této funkce prezidentem Zelenským odvolán a nahrazen generálmajorem Ihorem Tancurou.